# Autumn Classic International 2016
Autumn Classic International 2016 – czwarte zawody łyżwiarstwa figurowego z cyklu Challenger Series 2016/2017. Zawody rozgrywano od 28 września do 1 października 2016 roku w hali Sportsplexe Pierrefonds w Montrealu.
Wśród solistów zwyciężył reprezentant Japonii Yuzuru Hanyū, natomiast w rywalizacji solistek najlepsza okazała się Amerykanka Mirai Nagasu. Wśród par sportowych triumfowali Kanadyjczycy Julianne Séguin i Charlie Bilodeau, natomiast w rywalizacji par tanecznych ich rodacy Tessa Virtue i Scott Moir.

## Wyniki

### Soliści
| Poz. | Zawodnik            | Nota łączna | SP | SP    | FS | FS     |
| ---- | ------------------- | ----------- | -- | ----- | -- | ------ |
| 1    | Yuzuru Hanyū        | 260,57      | 1  | 88,30 | 1  | 172,27 |
| 2    | Misha Ge            | 230,55      | 2  | 79,52 | 3  | 151,03 |
| 3    | Max Aaron           | 226,13      | 5  | 70,74 | 2  | 155,39 |
| 4    | Keegan Messing      | 215,10      | 3  | 75,41 | 4  | 139,69 |
| 5    | Bennet Toman        | 206,41      | 4  | 70,78 | 5  | 135,63 |
| 6    | Daniel Samohin      | 189,90      | 7  | 60,81 | 7  | 129,09 |
| 7    | Javier Raya         | 188,04      | 9  | 57,72 | 6  | 130,32 |
| 8    | Nicholas Vrdoljak   | 187,28      | 6  | 61,71 | 8  | 125,57 |
| 9    | Harry Mattick       | 169,33      | 11 | 56,37 | 10 | 112,96 |
| 10   | Jamie Wright        | 163,65      | 10 | 57,45 | 11 | 106,20 |
| 11   | Leslie Man Cheuk Ip | 161,18      | 13 | 46,56 | 9  | 114,62 |
| 12   | Jordan Dodds        | 154,90      | 12 | 53,21 | 12 | 101,69 |
| 13   | Andrew Dodds        | 154,59      | 8  | 58,28 | 13 | 96,31  |
| 14   | Mark Webster        | 129,85      | 14 | 44,60 | 14 | 85,25  |
| 15   | Diego Saldana       | 102,76      | 15 | 39,53 | 15 | 63,23  |

### Solistki
| Poz. | Zawodniczka           | Nota łączna | SP | SP    | FS | FS     |
| ---- | --------------------- | ----------- | -- | ----- | -- | ------ |
| 1    | Mirai Nagasu          | 189,11      | 1  | 73,40 | 2  | 115,71 |
| 2    | Alaine Chartrand      | 186,11      | 6  | 56,61 | 1  | 129,50 |
| 3    | Elizabet Tursynbajewa | 172,46      | 2  | 61,48 | 3  | 110,98 |
| 4    | Rika Hongo            | 170,34      | 4  | 60,33 | 4  | 110,01 |
| 5    | Mariko Kihara         | 161,21      | 5  | 59,09 | 5  | 102,12 |
| 6    | Kim Na-hyun           | 160,91      | 3  | 60,38 | 6  | 100,53 |
| 7    | Joshi Helgesson       | 153,80      | 8  | 53,55 | 7  | 100,25 |
| 8    | Franchesca Chiera     | 137,21      | 7  | 56,09 | 11 | 81,12  |
| 9    | Anastasija Gałustian  | 136,65      | 9  | 50,79 | 10 | 85,86  |
| 10   | Chloe Ing             | 132,22      | 12 | 42,74 | 8  | 89,48  |
| 11   | Michelle Long         | 131,42      | 10 | 44,13 | 9  | 87,29  |
| 12   | Larkyn Austman        | 121,46      | 13 | 42,23 | 13 | 79,23  |
| 13   | Colette Coco Kaminski | 119,56      | 16 | 38,77 | 12 | 80,79  |
| 14   | Maisy Hiu Ching Ma    | 112,24      | 11 | 43,87 | 14 | 68,37  |
| 15   | Michaela du Toit      | 109,92      | 14 | 41,93 | 15 | 67,99  |
| 16   | Amanda Stan           | 107,50      | 15 | 41,66 | 17 | 65,84  |
| 17   | Son Suh-hyun          | 97,85       | 17 | 31,91 | 16 | 65,94  |

### Pary sportowe
| Poz. | Zawodnicy                          | Nota łączna | SP  | SP    | FS  | FS     |
| ---- | ---------------------------------- | ----------- | --- | ----- | --- | ------ |
| 1    | Julianne Séguin / Charlie Bilodeau | 208,30      | 1   | 71,40 | 1   | 136,90 |
| 2    | Vanessa James / Morgan Ciprès      | 198,90      | 3   | 65,58 | 2   | 133,32 |
| 3    | Marissa Castelli / Mervin Tran     | 173,62      | 2   | 67,50 | 3   | 106,12 |
| 4    | Camille Ruest / Andrew Wolfe       | 159,28      | 4   | 64,40 | 4   | 94,88  |
| 5    | Kim Kyu-eun / Alex Kang-chan Kam   | 123,24      | 5   | 43,88 | 5   | 79,36  |
| 6    | Paris Stephens / Matthew Dodds     | 96,84       | 6   | 33,00 | 6   | 63,84  |
| WD   | Jessica Pfund / Joshua Santillan   | DNS         | DNS | DNS   | DNS | DNS    |

### Pary taneczne
| Poz. | Zawodnicy                                    | Nota łączna | SD | SD    | FD | FD     |
| ---- | -------------------------------------------- | ----------- | -- | ----- | -- | ------ |
| 1    | Tessa Virtue / Scott Moir                    | 189,20      | 1  | 77,72 | 1  | 111,48 |
| 2    | Kaitlin Hawayek / Jean-Luc Baker             | 160,50      | 3  | 62,70 | 2  | 97,80  |
| 3    | Laurence Fournier Beaudry / Nikolaj Sørensen | 152,00      | 2  | 63,26 | 4  | 88,74  |
| 4    | Isabella Tobias / Ilja Tkaczenko             | 150,32      | 4  | 59,36 | 3  | 90,96  |
| 5    | Marie-Jade Lauriault / Romain Le Gac         | 143,60      | 6  | 55,46 | 5  | 88,14  |
| 6    | Olivia Smart / Adrià Díaz                    | 141,50      | 5  | 56,10 | 6  | 85,40  |
| 7    | Carolane Soucisse / Shane Firus              | 128,78      | 7  | 48,78 | 7  | 80,00  |
| 8    | Celia Robledo / Luis Fenero                  | 122,88      | 8  | 47,30 | 8  | 75,58  |
| 9    | Haley Sales / Nikolas Wamsteeker             | 112,52      | 9  | 46,76 | 9  | 65,76  |